# Праздники Кабардино-Балкарии
Праздники Кабардино-Балкарии — официально установленные в Кабардино-Балкарии нерабочие праздничные дни, национальные праздники и памятные даты. Все официальные праздники устанавливаются законами Республики Кабардино-Балкария.

## Нерабочие праздничные дни
| Дата                            | Название                                                                   | Примечание |
| ------------------------------- | -------------------------------------------------------------------------- | --- |
| 28 марта                        | День возрождения балкарского народа                                        | 28 марта 1957 года был издан Указ Президиума Верховного Совета СССР о возвращении балкарского народа на историческую родину после 13 лет насильственной депортации. Праздничный День возрождения балкарского народа установлен Указом президента КБР в 1994 году, отмечается ежегодно 28 марта и является выходным днём в республике.                           |
| 1 сентября                      | День государственности Кабардино-Балкарской республики или День Республики | Праздник учреждён в 1997 году по случаю принятия новой конституции Кабардино-Балкарской Республики. Его дата выбрана в связи с тем, что именно 1 сентября 1921 года декретом ВЦИК РСФСР была образована Кабардинская автономная область, которая позднее вместе с Балкарским автономным округом была преобразованная в Кабардино-Балкарскую автономную область. |
| (дата устанавливается ежегодно) | Ураза-байрам (Ид аль-Фитр)                                                 | |
| 20 сентября                     | День адыгов (черкесов)                                                     | Учреждён указом Главы Кабардино-Балкарской Республики от 12 августа 2014 года N 166-УГ "Об установлении Дня адыгов (черкесов)" |
| (дата устанавливается ежегодно) | Курбан-байрам (Ид аль-Адха)                                                | |

## Нерабочие памятные дни
| Дата    | Название                                                      | Примечание |
| ------- | ------------------------------------------------------------- | --- |
| 8 марта | День памяти жертв депортации балкарского народа               | 8 марта отмечается как день памяти, в связи с депортацией балкарского народа 8-9 марта 1944 года.                                                         |
| 21 мая  | День памяти адыгов (черкесов) — жертв Русско-Кавказской войны | Введён постановлением Верховного Совета КБССР от 7 февраля 1992 года N 977-XII-В «Об осуждении геноцида адыгов (черкесов) в годы Русско-Кавказской войны» |